# Giovanni Ivan Scratuglia
Giovanni Ivan Scratuglia (Lagosta, 11 novembre 1938 – Roma, 22 maggio 2013) è stato un attore italiano.

## Biografia
Diplomato al Centro sperimentale di cinematografia di Roma, è stato attivo come attore particolarmente negli anni sessanta, interpreta oltre 100 film, in gran parte appartenenti al filone del western all'italiana.

## Filmografia parziale
- Il ranch degli spietati (Oklahoma John), regia di Jaime Jesús Balcázar e Roberto Bianchi Montero (1965)
- Perché uccidi ancora, regia di José Antonio de la Loma e Edoardo Mulargia (1965)
- Andremo in città, regia di Nelo Risi (1966)
- Dinamite Jim, regia di Alfonso Balcázar (1966)
- Supercolpo da 7 miliardi, regia di Bitto Albertini (1966)
- Texas addio, regia di Ferdinando Baldi (1966)
- Le piacevoli notti, regia di Armando Crispino e Luciano Lucignani (1966)
- Rififí ad Amsterdam, regia di Sergio Grieco (1966)
- L'affare Beckett, regia di Osvaldo Civirani (1966)
- Django, regia di Sergio Corbucci (1966)
- Killer calibro 32, regia di Alfonso Brescia (1967)
- Wanted, regia di Giorgio Ferroni (1967)
- Qualcuno ha tradito, regia di Franco Prosperi (1967)
- Ballata per un pistolero, regia di Alfio Caltabiano (1967)
- Operazione San Pietro, regia di Lucio Fulci (1967)
- Il tigre, regia di Dino Risi (1967)
- Lola Colt - Faccia a faccia con El Diablo, regia di Siro Marcellini (1967)
- I crudeli, regia di Sergio Corbucci (1967)
- Il figlio di Django, regia di Osvaldo Civirani (1967)
- Uccidi o muori, regia di Tanio Boccia (1967)
- Il tempo degli avvoltoi, regia di Nando Cicero (1967)
- Lo scatenato, regia di Franco Indovina (1967)
- Io non protesto, io amo, regia di Ferdinando Baldi (1967)
- Il bello, il brutto, il cretino, regia di Giovanni Grimaldi (1967)
- Attentato ai tre grandi, regia di Umberto Lenzi (1967)
- Un dollaro tra i denti, regia di Luigi Vanzi (1967)
- Le dolci signore, regia di Luigi Zampa (1967)
- 15 forche per un assassino, regia di Nunzio Malasomma (1967)
- Edipo re, regia di Pier Paolo Pasolini (1967)
- Cjamango, regia di Edoardo Mulargia (1967)
- La lunga sfida, regia di Nino Zanchin (1967)
- Colpo sensazionale al servizio del Sifar, regia di José Luis Merino (1968)
- Chiedi perdono a Dio... non a me, regia di Vincenzo Musolino (1968)
- Dio li crea... Io li ammazzo!, regia di Paolo Bianchini (1968)
- I tre che sconvolsero il West (Vado, vedo e sparo), regia di Enzo G. Castellari (1968)
- Black Jack, regia di Gianfranco Baldanello (1968)
- I lunghi giorni dell'odio, regia di Gianfranco Baldanello (1968)
- Don Chisciotte e Sancio Panza, regia di Giovanni Grimaldi (1968)
- ...dai nemici mi guardo io!, regia di Mario Amendola (1968)
- Un minuto per pregare, un istante per morire, regia di Franco Giraldi (1968)
- Brutti di notte, regia di Giovanni Grimaldi (1968)
- Donne... botte e bersaglieri, regia di Ruggero Deodato (1968)
- Vivo per la tua morte, regia di Camillo Bazzoni (1968)
- Ed ora... raccomanda l'anima a Dio!, regia di Demofilo Fidani (1968)
- Lucrezia, regia di Osvaldo Civirani (1968)
- Joko - Invoca Dio... e muori, regia di Antonio Margheriti (1968)
- Execution, regia di Domenico Paolella (1968)
- ...e per tetto un cielo di stelle, regia di Giulio Petroni (1968)
- T'ammazzo!... Raccomandati a Dio, regia di Osvaldo Civirani (1968)
- Ognuno per sé, regia di Giorgio Capitani (1968)
- Tutto sul rosso, regia di Aldo Florio (1968)
- Gangsters '70, regia di Mino Guerrini (1968)
- Una pistola per cento bare, regia di Umberto Lenzi (1968)
- Testa di sbarco per otto implacabili, regia di Alfonso Brescia (1968)
- Preparati la bara!, regia di Ferdinando Baldi (1968)
- C'era una volta il West, regia di Sergio Leone (1968)
- I vigliacchi non pregano, regia di Mario Siciliano (1969)
- Giunse Ringo e... fu tempo di massacro, regia di Mario Pinzauti (1970)